# Бегемотові
Бегемотові, або гіпопотамові (Hippopotamidae) — родина парнокопитних ссавців. Представники родини нині мешкають лише в Африці. За даними генетичних досліджень, бегемотові є одною з кореневих груп китопарнокопитних.
Родина включає два роди, у кожному з яких — по одному виду:
- бегемот звичайний
- бегемот карликовий.

## Характеристики
Бегемоти мають важке бочкоподібне тіло, яке підтримується чотирма короткими кремезними ногами. Кожна з ніг закінчується чотирма пальцями, кожен з яких укритий копитоподібним нігтем. У карликового бегемота вужчі ступні з менш розвиненими перетинками, і він може розвести пальці далі, ніж великий бегемот. Голова бегемота розташована на короткій шиї. Рот широкий і квадратний. Очі, ніздрі та вуха обох видів розташовані високо на голові, тому, коли тварина перебуває під водою, то голова ледве виривається на поверхню. Шкіра, яка зазвичай коричневого чи чорного кольору, без волосся, за винятком щетини на обличчі та хвості. Хвіст короткий. З довжиною голови й тулуба 2.9–5 метрів і вагою 1.3–2.7 тонни великий бегемот значно більший і важчий за карликового бегемота, який лише 1.5–1.75 метра довжини голови й тулуба й маси 180–275 кілограмів.
Живі види мають гладку шкіру і не мають як сальних, так і потових залоз. Зовнішній епідерміс відносно тонкий, тому бегемоти швидко зневоднюються в сухому середовищі. Шкірні залози цих тварин виділяють червонувату рідину, яка служить захистом від сонячних променів.
Кількість різців варіюється в обох видів, а зубна формула родини: 2–3/1–3, 1/1, 4/4, 3/3 = 38–44.

## Вимерлі види
Результатами розкопок доведено існування бегемотових вже з періоду міоцену. До плейстоцену вони були поширені також в Європі й Азії. Бегемотові походять від антракотерієвих, родини напівводних і наземних парнокопитних, які з'явилися в пізньому еоцені, і, як вважають, були схожі на малих або вузькоголових бегемотів. Гіпопотами відокремилися від антракотерій в міоцені. Найдавніші записи про Hippopotamidae походять з Афро-Аравії та датуються пізнім міоценом, приблизно 7,4 мільйона років тому, поширившись до Євразії приблизно 6 мільйонів років тому.
До вимерлих видів бегемотових відносять:
- Мадагаскарський бегемот (Hippopotamus madagascariensis і Hippopotamus lemerlei), два невеликі види бегемотів, які жили на острові Мадагаскар. Оскільки острів відколовся від африканського континенту ще до виникнення парнокопитних, бегемоти могли потрапити на острів лише вплав. Вимерли мадагаскарські бегемоти тільки в XV столітті, причиною цьому була, швидше за все, людська діяльність.

- Гігантський бегемот (Hippopotamus major), представник мегафауни льодовикового періоду, на якого полювали неандертальці.
- Європейський бегемот (Hippopotamus antiquus), що жив у Європі в плейстоцені.
- Острівні бегемоти: жили на островах Середземного моря. Не зважаючи на невеликі розміри, були генетично ближчі до сучасного звичайного бегемота, ніж до карликового.
  - Кіпрський бегемот (Hippopotamus minor)
  - Критський бегемот (Hippopotamus creutzburgi)
  - Мальтійський бегемот (Hippopotamus melitensis)
  - Сицилійський бегемот (Hippopotamus pentlandi)

## Таксономія сучасних Whippomorpha
підряд Whippomorpha:
- інфраряд Ancodonta
  - надродина Hippopotamoidea
    - родина Hippopotamidae
- інфраряд Cetacea
  - парворяд Mysticeti
    - родини Cetotheriidae, Balaenopteridae, Balaenidae, Eschrichtiidae

  - парворяд Odontoceti
    - родини Delphinidae, Iniidae, Kogiidae, Lipotidae, Monodontidae, Phocoenidae, Physeteridae, Platanistidae, Pontoporiidae, Ziphiidae